# 3168 Lomnicky Stit
3168 Lomnicky Stit је астероид главног астероидног појаса. Приближан пречник астероида је 25,08 ,
а средња удаљеност астероида од Сунца износи 2,993 астрономских јединица (АЈ).
Инклинација (нагиб) орбите у односу на раван еклиптике је 10,551 степени, а орбитални период износи 1891,344 дана (5,178 година). Ексцентрицитет орбите астероида износи 0,095.
Апсолутна магнитуда астероида износи 11,80 а геометријски албедо 0,053.
Астероид је откривен 1. децембра 1980. године.